# Thathankuttai
Thathankuttai es una ciudad censal situada en el distrito de Namakkal en el estado de Tamil Nadu (India). Su población es de 24708 habitantes (2011). Se encuentra a 11 km de Namakkal y a 60 km de Salem.

## Demografía
Según el censo de 2011 la población de Thathankuttai era de 24708 habitantes, de los cuales 12634 eran hombres y 12074 eran mujeres. Thathankuttai tiene una tasa media de alfabetización del 72,16%, superior a la media estatal del 80,09%: la alfabetización masculina es del 80,44%, y la alfabetización femenina del 63,53%.